# Tropaeolum majus

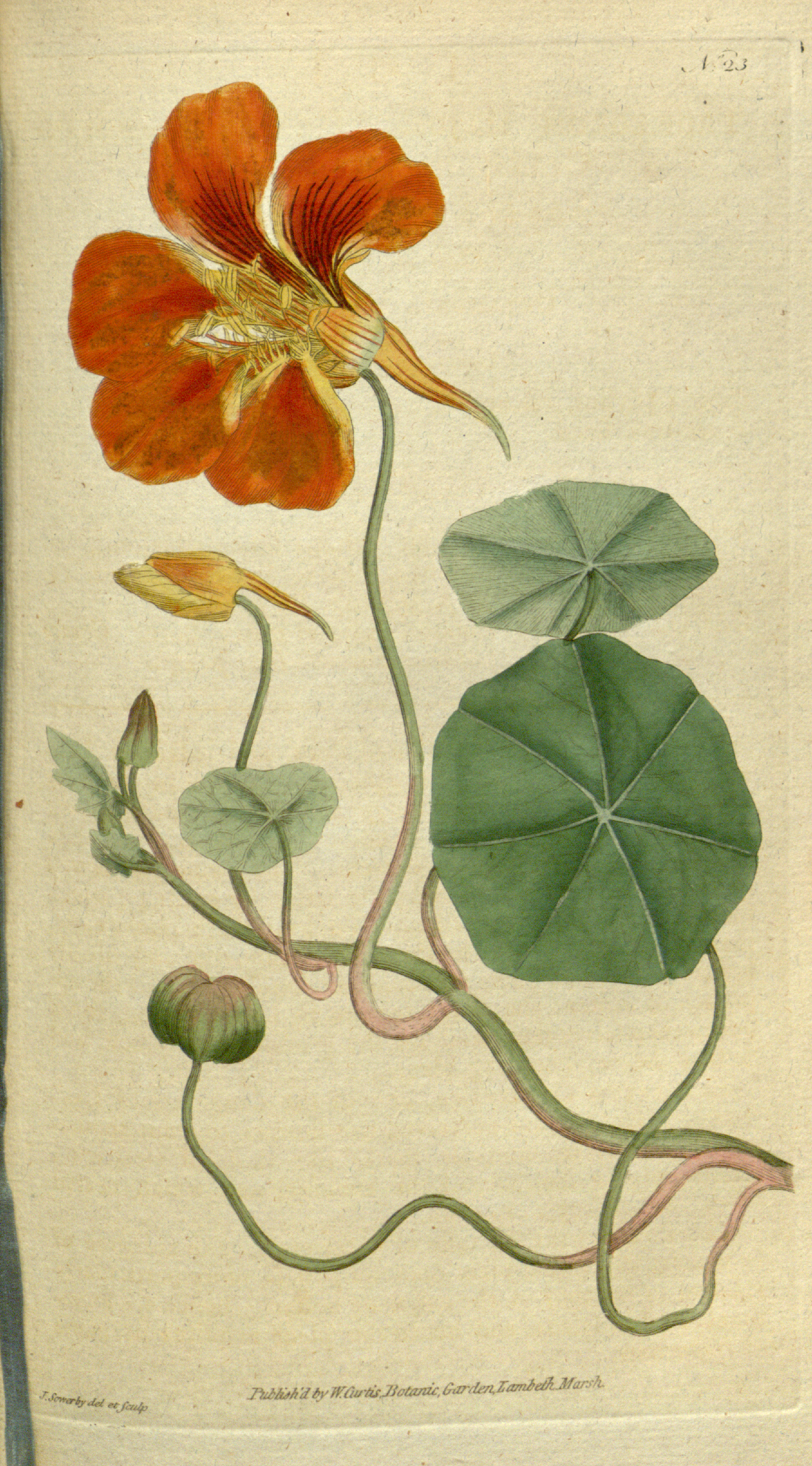
Ilustração científica.

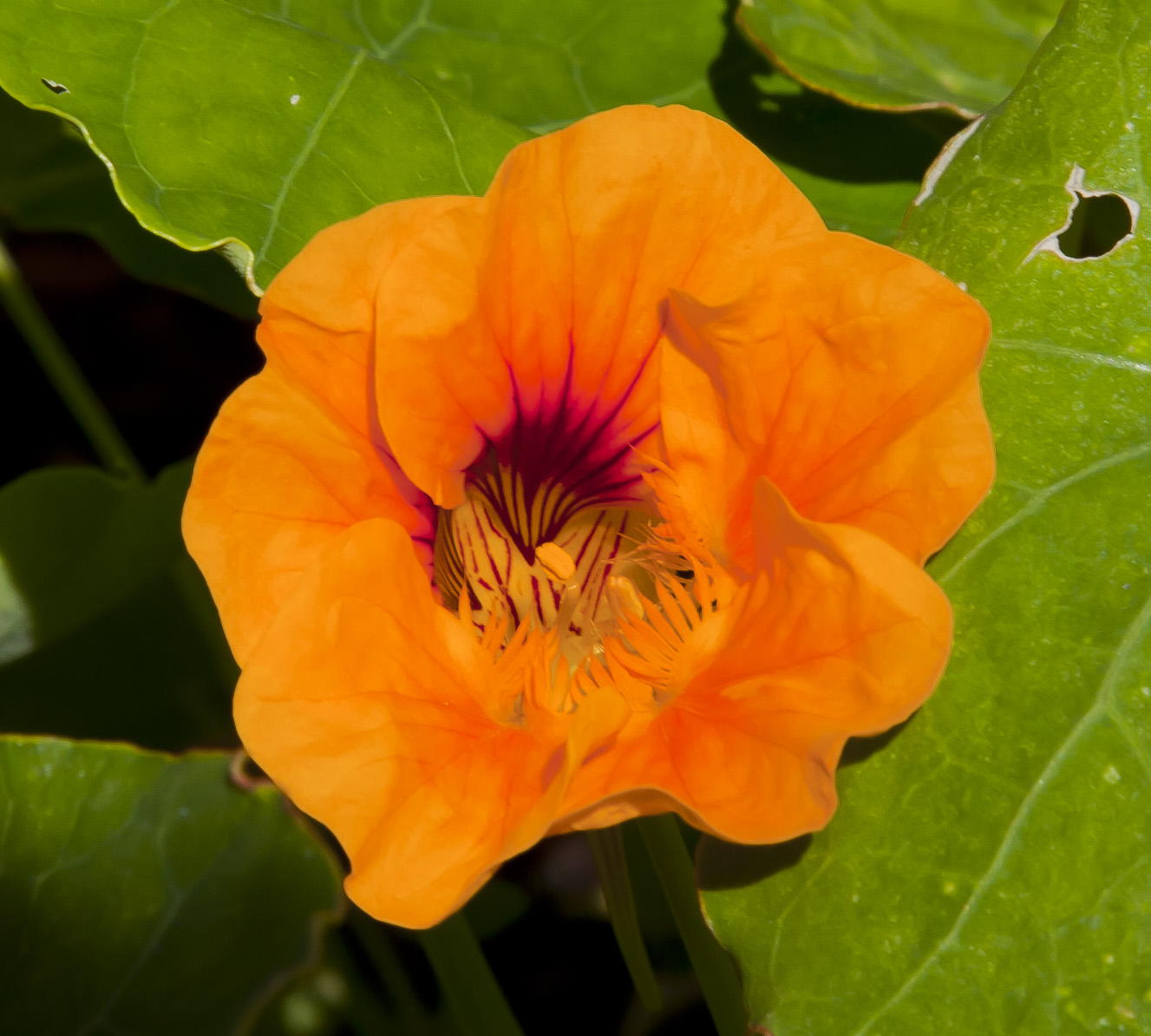
T. majus (Setúbal, Portugal).

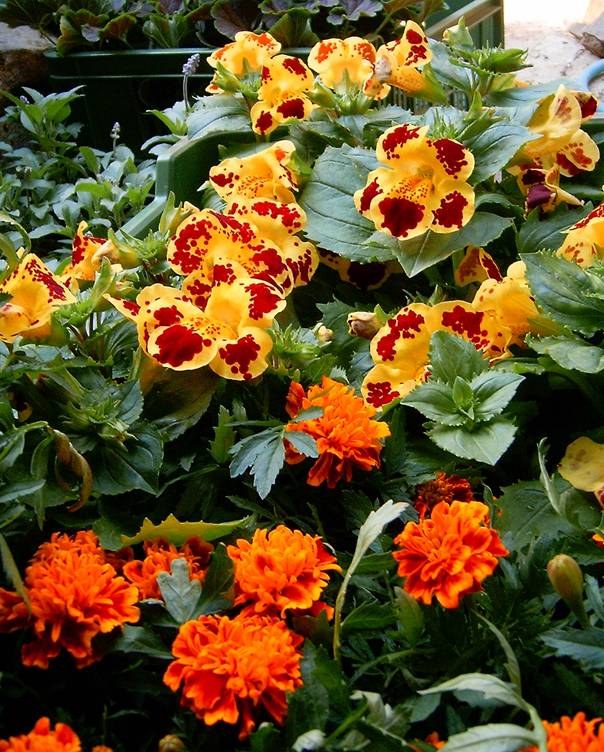
Hábito da planta.

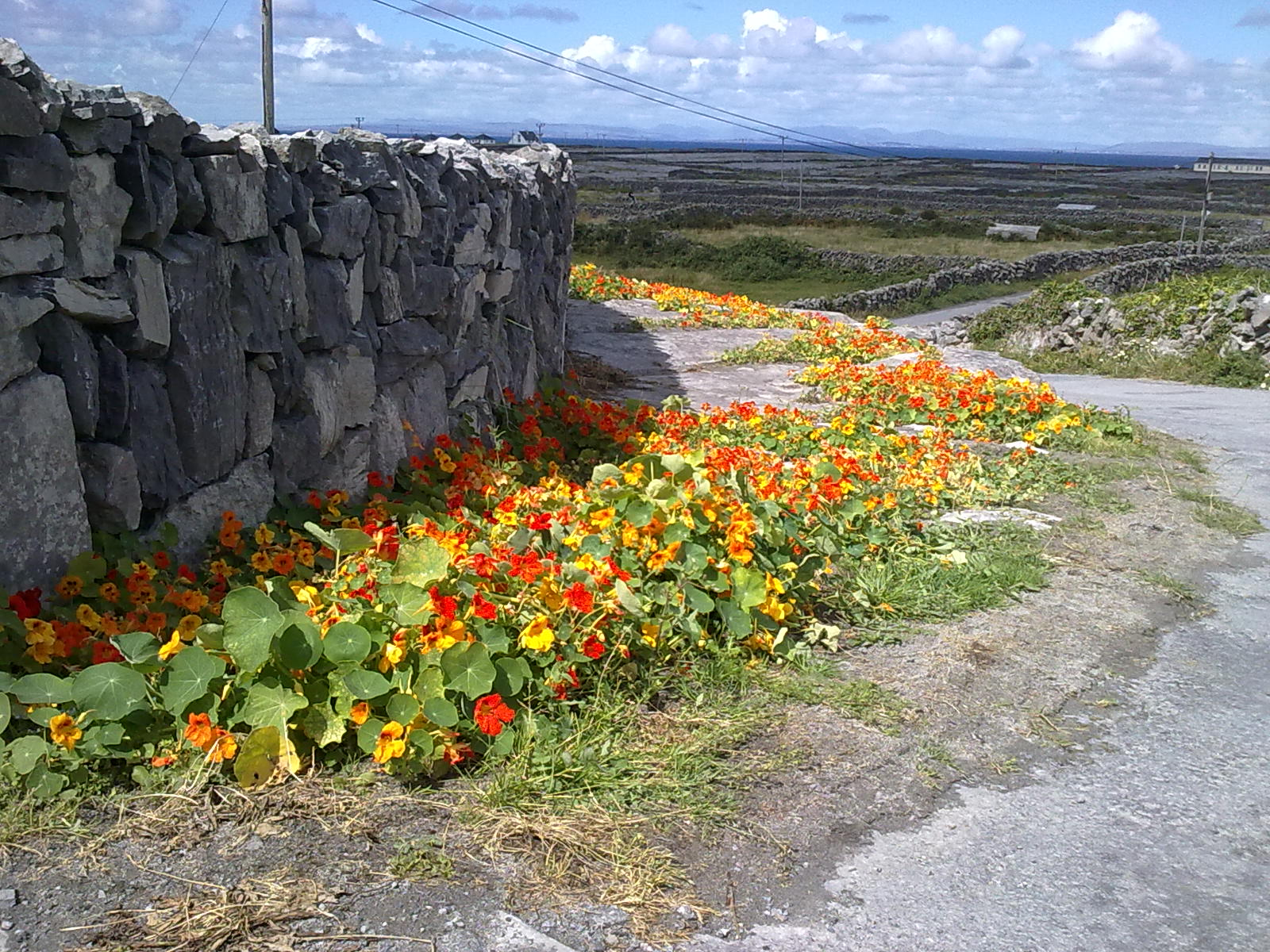
Hábito de T. majus.

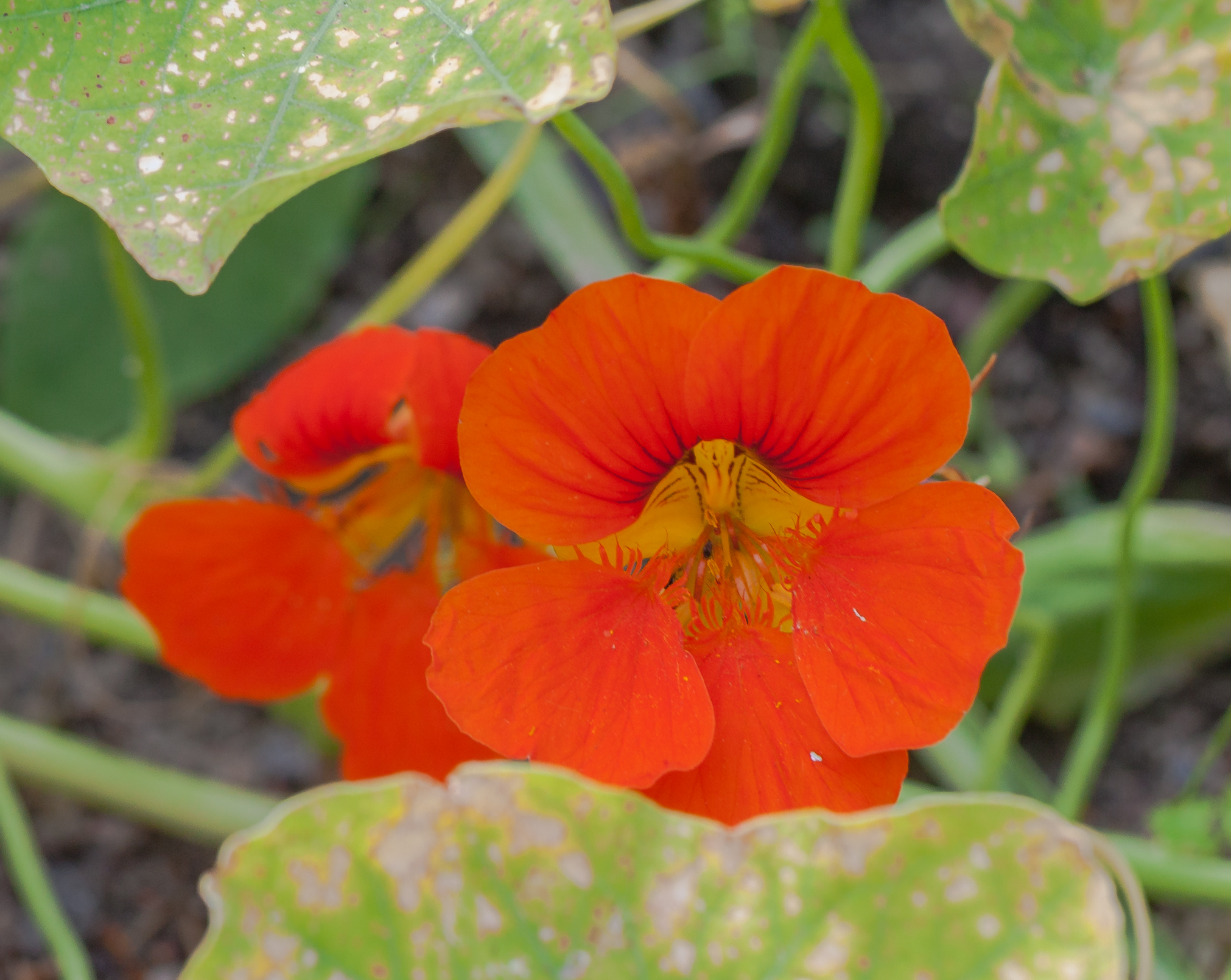
Detalhe da flor.

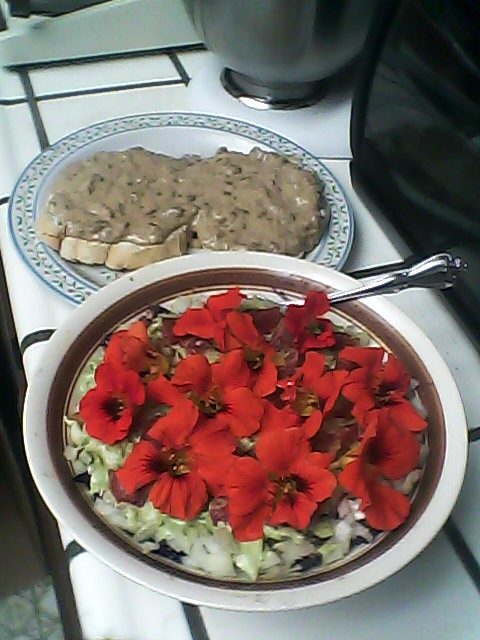
Utilização como alimento.

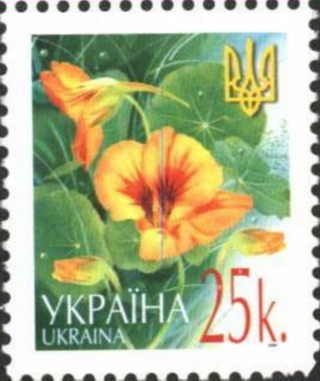
Selo postal da Ucrânia.

Tropaeolum majus L. é uma planta subtropical que se adapta a ambientes parcialmente sombreados e, desde que irrigada nos períodos de seca, pode ser cultivada durante o ano todo; pertence à família das Tropaeolaceae com distribuição natural nas regiões de elevada altitude dos Andes, desde a Bolívia à Colômbia. A espécie é utilizada como planta ornamental em parques e jardins das regiões subtropicais temperadas de todo o mundo, estando naturalizada em múltiplas dessas regiões. Existem numerosos cultivares, incluindo híbridos, com colorações florais distintas. Também tem vindo crescentemente a ser utilizada para fins alimentares e como planta medicinal. A espécie é conhecida por diversos nomes comuns, entre os quais cinco-chagas, capuchinha, bico-de-papagaio, capuchinho, mastruço-do-peru, flor-de-chagas, nastúrcio, agrião-do-méxico, chaguinha, agrião-da-índia e mastruço.

## Descrição
A espécie T. majus é uma planta herbácea anual de pequeno porte (caméfito), com ramos rasteiros e retorcidos, ligeiramente suculenta, trepadora ou rastejante. Apresenta um aroma característico, mais intenso nos caules e folhas, ausente das flores. As flores e as folhas apresentam um sabor picante, similar ao do Lepidium sativum (agrião).
As folhas são suborbiculares, peltadas, de 3–10 cm de diâmetro, glabras, inteiras ou com as margens onduladas. Os pecíolos são longos, com 15–20 cm de comprimento.
A flores ocorrem em longos pedúnculos, com 10–20 cm de comprimento, com 5 sépalas com 15–18 mm de comprimento e 8–9 mm de largura, de coloração verde-amarelada, com um esporão de 25–35 mm de comprimento. As pétalas são 5, desiguais, inteiras ou onduladas, amarelas a vermelhas, com linhas e pontos amarelos iregulares, as pétalas superiores afiladas, com 30–40 mm de comprimento, as inferiores com 15–20 mm de comprimento e de largura, com uma unha com 12–15 mm de comprimento, ciliada. Os carpelos com 10 mm de comprimento quando em fruto, com aduelas rugosas.
Existem numerosas variedades cultivadas, frequentemente assilvestradas, com flores que vão da cor vermelha a branca, sendo mais frequentes as variedades de flores alaranjadas e amarelas.
O seu fruto é preferido pelas maritacas.

## Taxonomia
A espécie Tropaeolum majus foi descrita por Carolus Linnaeus e publicado em Species Plantarum 1: 345. 1753.  A etimologia do nome genérico deriva do grego Τροπαιον (tropaion), "pequeno troféu", devido à disposição das folhas e flores. O epíteto específico majus deriva do vocábulo latino que significa "o maior".
A espécie foi introduzida na Europa pelos jesuítas no século XVI, dando notícia da sua utilização culinária, tanto das folhas como das flores. O botânico Rembert Dodoens cultivou-a no seu jardim em 1600.
Nos altiplanos da Bolívia e na região andina existe a espécie Tropaeolum tuberosum, que produz tubérculos do tamanho de uma castanha, flores de bela coloração carmim, cuja altura não ultrapassa os 50 cm. Estes tubérculos têm um sabor áspero muito acentuado, sendo um alimento bastante consumido.
A espécie apresenta grande variabilidade morfológica, do que resultou uma rica sinonímia taxonômica:
- Cardamindum majus Moench
- Nasturtium indicum Garsault
- Tropaeolum pinnatum Andrews
- Tropaeolum quinquelobum Bergius
- Trophaeum majus (L.) Kuntze[8]

## Benefícios à saúde
As flores de Tropaeolum majus possuem diversos compostos que trazem benefícios à saúde. Os glicosinolatos protegem contra substâncias químicas danosas ao organismo, auxiliam na eliminação de compostos tóxicos, possuem atividade antimicrobiana e vermífuga e estimulam a morte de células cancerígenas. Os flavonoides possuem função diurética, anti-inflamatória e previnem a deterioração celular e a diferenciação de células adiposas. Os ácidos graxos essenciais ômega 6 e ômega 9 contribuem na prevenção de doenças As flores de Tropaeolum majus abrigam uma variedade de compostos que conferem notáveis benefícios à saúde. Os glicosinolatos desempenham uma dupla função protetora contra substâncias químicas prejudiciais ao organismo, auxiliando na eliminação de compostos tóxicos, apresentando atividade antimicrobiana e vermífuga, e estimulando a apoptose de células cancerígenas. Já os flavonoides desfrutam de um papel diurético e anti-inflamatório, além de prevenirem a degeneração celular e a adipogênese. Por fim, os ácidos graxos essenciais ômega 6 e ômega 9 contribuem de maneira significativa para a prevenção de doenças cardiovasculares, na divisão de células e na síntese de hemoglobina e hormônios, são anticoagulantes, auxiliam na supressão de tumores, protegem os neurônios e promovem a manutenção das membranas celulares. Também estão presentes os carotenoides: o beta-caroteno é o precursor da vitamina A no organismo, e a luteína diminui o risco de catarata, previne a degeneração macular devido ao envelhecimento, possui ação neuroprotetora e cognitiva, tem ação antioxidante sobre as lipoproteínas HDL e LDL e previne contra alguns tipos de câncer.  A vitamina C presente na planta tem propriedades expectorantes, é antioxidante, tem ação anti-inflamatória e hipotensora e é um calmante natural. Além desses compostos, também estão presentes fenóis, terpenoides, antocianinas (cianidina, delfinidina e pelargonidina), benzil glucosinolato, ésteres, carboidratos, quercetinas e minerais (nitrogênio, enxofre, iodo, fósforo, potássio e fosfato).
Dentre as diferentes colorações das flores de Tropaeolum majus, a 'vermelha possui a maior concentração de antocianinas e fenóis, enquanto a amarela possui o maior teor de carotenoides.
A planta também contém um óleo essencial, rico em tiocianato de benzilo e glucotropeolina, ao qual são atribuídos efeitos antibióticos, sendo utilizado em medicina tradicional em casos de infecções das vias urinárias, nefrite e gripes. As folhas são também ricas em ácido ascórbico, isoquercitrina e helenina, sendo utilizadas maceradas no tratamento de hematomas.

## Informação nutricional
A informação nutricional de alimentos é uma ferramenta muito importante para o aprimoramento da alimentação ao apresentar para os consumidores a composiçãoO uso de Tropaeolum majus em preparações culinárias sempre esteve presente no cardápio do ser humano. Entretanto, nos últimos anos, com o conhecimento de sua composição nutricional, sua diversidade de micronutrientes e a busca por uma dieta mais saudável e equilibrada, ela tem estado mais presente em diferentes tipos de preparações.
Tanto suas flores, como seus botões, sementes e folhas podem ser utilizadas em diversas preparações, o que confere um visual atrativo aos pratos e agrega diferentes texturas e sabores. Ela tem um sabor adocicado e apimentado, o que traz uma boa aceitação de sua inclusão em preparações. Suas flores podem substituir a mostarda e podem ser usadas em saladas, conservas, omeletes, massas verdes, patês, panquecas, pizzas, pães, ou cozidas com carnes, sopas, charutinhos e risotos. Suas folhas têm sabor parecido ao agrião e podem ser utilizadas em omeletes, conservas, sopas, refogados ou bolinhos. Suas sementes têm sabor similar às alcaparras e, quando maduras,  podem ser tostadas, moídas e substituir a pimenta-do-reino. dos diferenteTropaeolum majusssibilitar que as pessoas façam escolhas alimentares mais adequadas para uma vida saudável. A avaliação da composição centesimal e dos teores de minerais nas folhas de Tropaeolum majus mostrou que ela apresenta alto teor proteico, alto teor de zinco e fibras alimentares, baixo teor lipídico, de carboidratos e de sódio, além de baixo valor calórico, conforme mostrado nas tabelas a seguir:
Tabela 1: Composição centesimal das folhas de Tropaeolum majus
| Proteína (g/100g) | Lipídio (g/100g) | Carboidrato (g/100g) | Fibra alimentar (g/100g) | Umidade (g/100g) | Cinzas (g/100g) | Valor calórico (kcal) |
| 5,00              | 1,13             | 5,17                 | 4,46                     | 82,20            | 1,53            | 50,85                 |

Tabela 2: Teor de minerais das folhas de Tropaeolum majus
| Sódio (mg/100g) | Potássio (mg/100g) | Magnésio (mg/100g) | Cálcio (mg/100g) | Manganês (mg/100g) | Ferro (mg/100g) | Zinco (mg/100g) | Cobre (mg/100g) | Fósforo (mg/100g) |
| 1,88            | 167,74             | 34,15              | 73,21            | 0,27               | 0,46            | 0,76            | 0,08            | 43,63             |

## Uso culinário
A inclusão de Tropaeolum majus em preparações culinárias tem sido uma prática constante ao longo da história humana. No entanto, nos últimos anos, com o avanço do conhecimento sobre sua composição nutricional e a busca por uma alimentação saudável e equilibrada, seu uso tem se tornado mais frequente em diversas formas de culinária.

As flores, botões, sementes e folhas da planta podem ser empregados em uma ampla variedade de preparações, conferindo aos pratos uma estética atraente e adicionando diferentes texturas e sabores. Com um sabor agridoce e levemente picante, as flores podem substituir a mostarda e são adequadas para uso em saladas, conservas, omeletes, massas verdes, patês, panquecas, pizzas, pães, bem como em pratos cozidos com carnes, sopas, charutinhos e risotos. As folhas, com um sabor reminiscente ao agrião, podem ser utilizadas em omeletes, conservas, sopas, refogados ou bolinhos. Já as sementes, com um sabor similar às alcaparras, quando maduras, podem ser torradas, moídas e utilizadas como substituto da pimenta-do-reino.